# 綾子舞
綾子舞（あやこまい）は、新潟県柏崎市女谷に伝わる民俗芸能である。
越後国守護上杉房能の自刃後（1507年）、当地へ逃れて来た妻の綾子によって踊りが伝えられたという伝承があり、500年の歴史を持つとも言われる。中世の風流踊や初期の歌舞伎の様相を伝えていると考えられており、芸能史的にも価値が高い。
1975年（昭和50年）の文化財保護法の改正によって制定された重要無形民俗文化財の第1回の指定を受けた。
綾子舞は女谷の黒姫神社の祭礼に際して演じられる。（以前は9月15日の敬老の日に演じられていたが、現在は9月の第2日曜日）
女性による踊り、男性による囃子舞、狂言の三種からなる。

## その他
- 1999年に開館した綾子舞会館は、綾子舞の稽古場、歴史の展示施設などとして利用されている。